# 格雷普格羅夫鎮區 (密蘇里州雷縣)
格雷普格羅夫鎮區（英語：Grape Grove Township）是位於美國密蘇里州雷縣的一個行政鎮區。

## 地方資料
格雷普格羅夫鎮區的面積為301.43平方千米，當中陸地面積為301.16平方千米，而水域面積為0.26平方千米。根據2020年美國人口普查的數據，當地共有人口814人，而人口密度為每平方千米2.7人。